# Тонпа Шенраб Мівоче

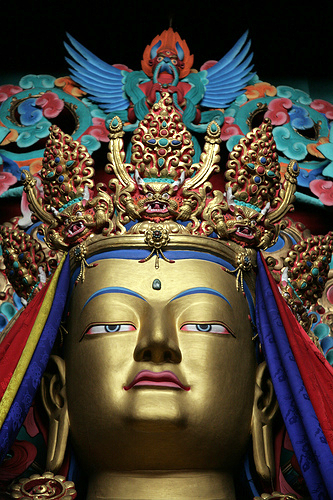
Тонпа Шенраб

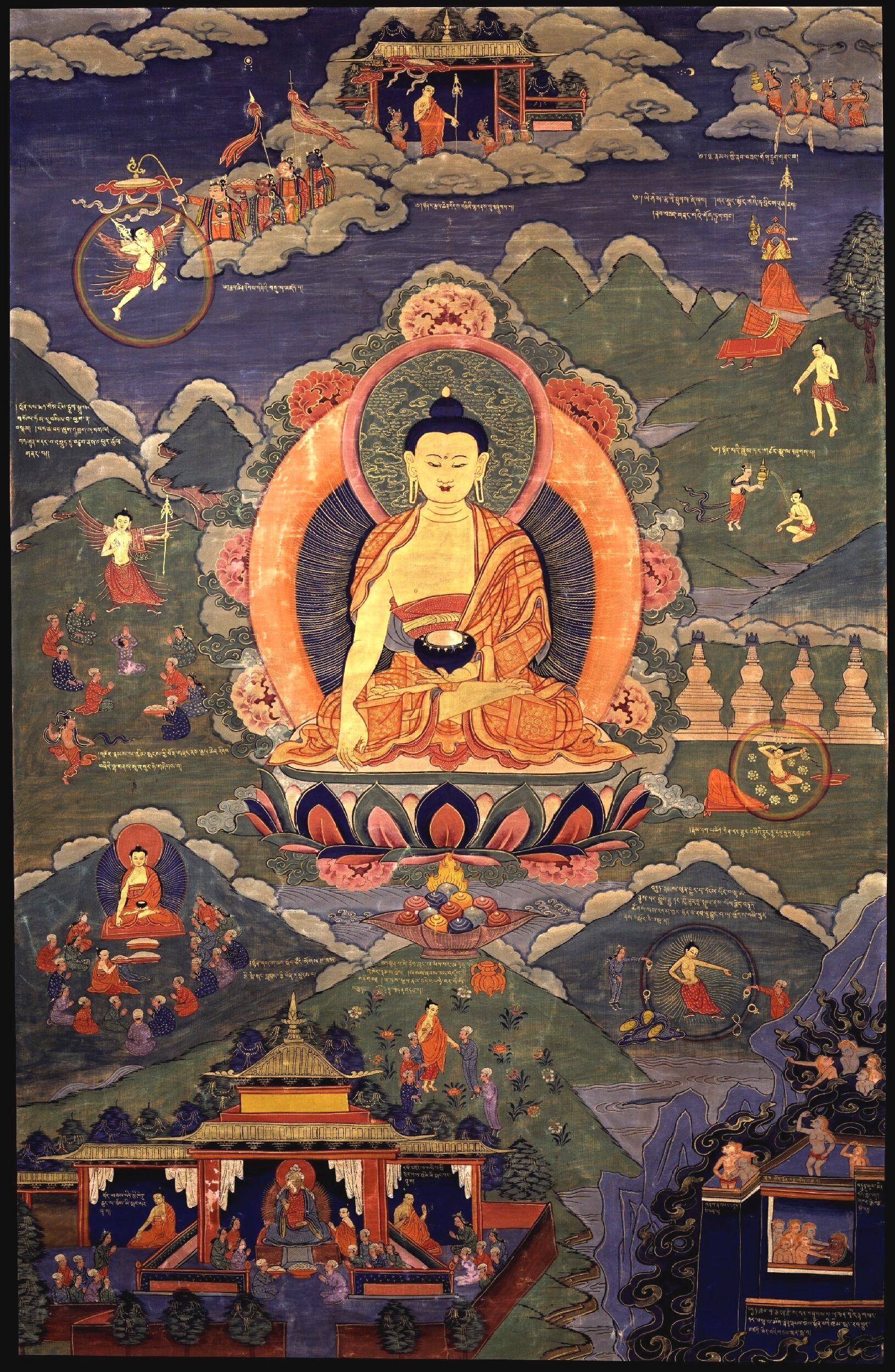
Історія життя Тонпи Шенраба, живопис 19-го століття, Музей мистецтв Рубіна

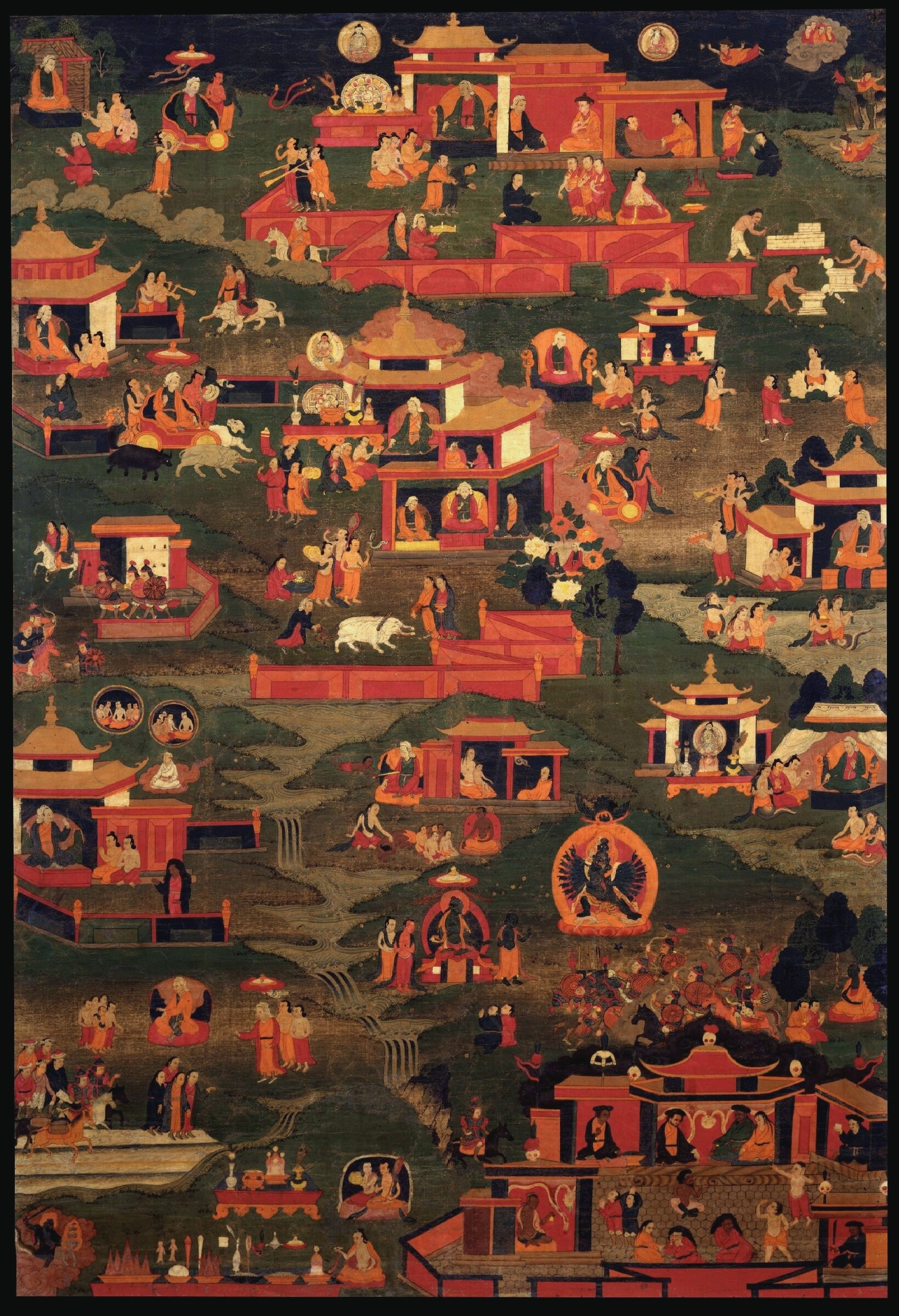
Історія життя Тонпи Шенраба, живопис 19-го століття, Музей мистецтв Рубіна

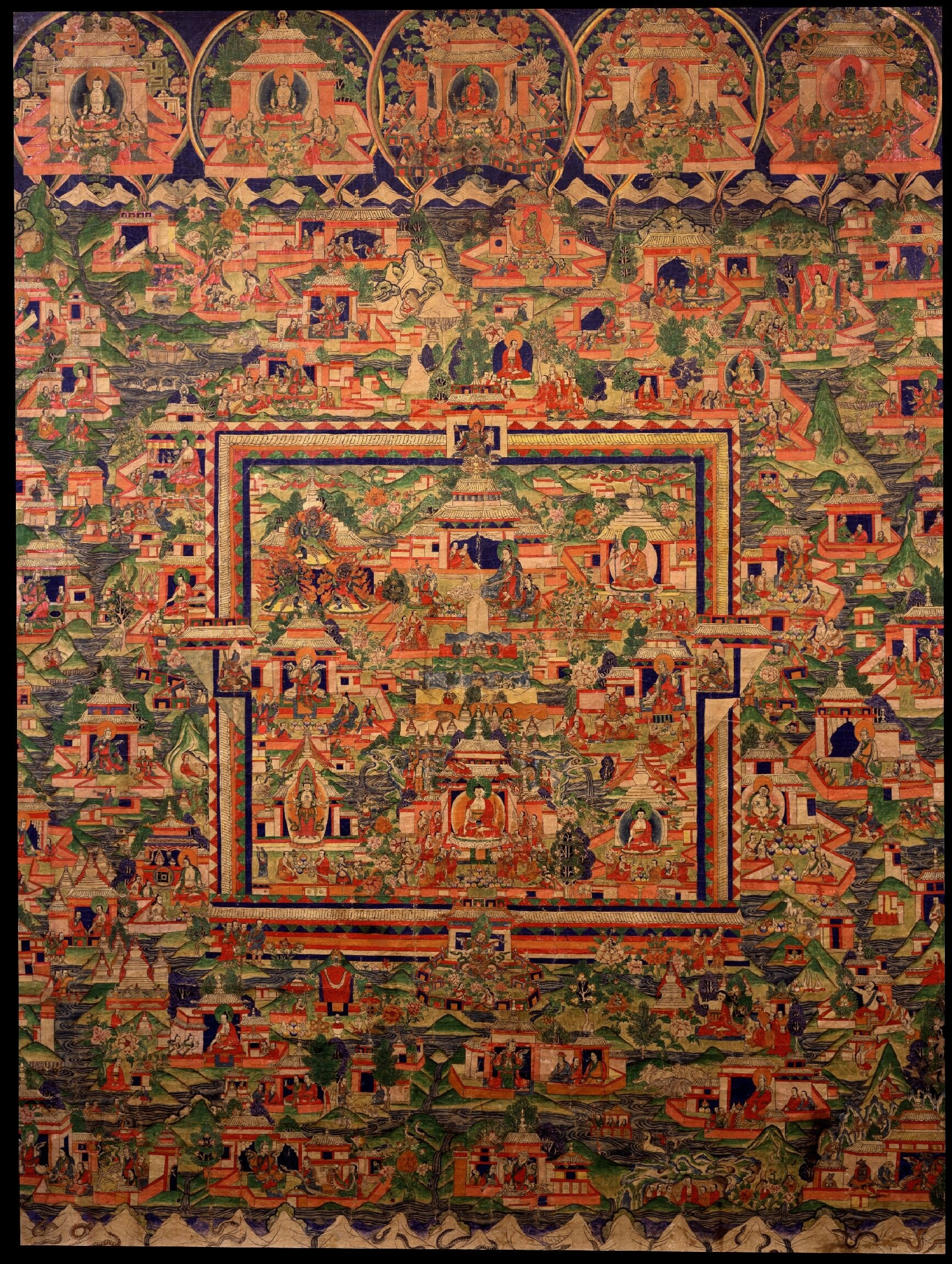
Олмо Лунг Рінг, батьківщина Тонпа Шенраба Міво, живопис 19 століття, Музей мистецтв Рубіна

Тонпа Шенраб (тиб. སྟོན་པ་གཤེན་རབ་མི་བོ་། "Teacher Shenrab") або Шенраб Міво (Вайлі: gshen rab mi bo) — також званий Будда Шенраб, Ґуру Шенраб і ряд інших титулів — є легендарним засновником традиції Бон Тибет.
Шенраб Міво займає позицію, дуже схожу на позицію Шак’ямуні в буддизмі, але... у нас немає доступних джерел [або до 10 століття], за допомогою яких можна було б підтвердити його історичність, його дати, його расове походження, його діяльність і автентичність величезної кількості книг, які приписуються безпосередньо йому або вважаються його словом».
Історія Тонпи Шенраба була розкрита в термі Лоден Ньїнгпо чотирнадцятого століття.

## Етимологія
Ім'я Шенраб Міво в мові Чжан-Чжун, яка є спорідненою давньотибетською мовою; незважаючи на те, що було висунуто багато припущень щодо його значення, це, здається, слово Чжанжунг «бодхісаттва» (еквівалент тибетського shégya sempa, Wylie).

## Життя Шенраба за бонськими традиціями
Відповідно до доктрини Бон, Тонпа Шенраб жив 18 000 років тому, передуючи Гаутамі Будді. Практикуючі Бона вважають, що він вперше вивчив доктрину Бона в Тагзігу Олмо Лунг Рінг, наприкінці якого він пообіцяв Шенлі Окару, богу співчуття, що він вестиме людей цього світу до звільнення.
Як і Гаутама, Тонпа Шенраб був королівського походження. Тонпа Шенраб відмовився від королівської спадщини у віці тридцяти одного року, щоб піти шляхом до просвітлення. Тонпа Шенраб прийняв життя відречення і почав аскезу, поширюючи доктрину Бон; нарешті він прибув у землю Чжанчжун поблизу того місця, яке багато хто вважає горою Кайлас.
Розповіді про життя Тонпи Шенраба можна знайти в трьох основних джерелах, Dodü (Wylie), Zermik (Wylie) і Ziji (Wylie). Перший і другий описи вважаються термами, відкритими Тертоном у 10 чи 11 столітті; третій є частиною усної лінії (Wylie) передається від учителя до учня.

## Аспекти Шенраба Мівоче
Кажуть, що Шенраб Мівоче має три аспекти або форми:
- тулку (Wylie) або nirmaṇakāya, Шенраб Мівоче;
- дзокку (Wylie) або sambhogakāya, Shenlha Okar і
- the bönku (Wylie) або dharmakāya, Tapihritsa[5].

## Виноски
1. ↑  Karmey, Samten G. (1975). A General Introduction to the History and Doctrines of Bon, pp. 175-176. Memoirs of the Research Department of the Toyo Bunko, No. 33. Tokyo.
2. ↑  Schaik, Sam van. Tibet: A History. Yale University Press 2011, page 99-100.
3. ↑  Hummel, Sigbert (1992). gShen. Bulletin of Tibetology. Gangtok, Sikkim, India: Namgyal Institute of Tibetology. 28 (3): 5—8.
4. ↑  Yungdrung Bön. Yeru Bön Center. Процитовано 25 березня 2019. The founder of Bön is Tonpa Shenrab Miwo, who, according to Bön tradition, first brought the Bön teachings to what is now Western Tibet 18,000 years ago.
5. ↑  The Tibetan for dharmakaya is chos sku in the Buddhist context; though a case can be made that Bon borrowed some, or even much, of its current terminology from Buddhism, to suggest that Sanskrit words are thus the "source" of this terminology is dubious.